# X-Men (film)
Pour les articles homonymes, voir X-Men (homonymie).
Série X-Men
X-Men 2
(2003)
Pour plus de détails, voir Fiche technique et Distribution.
X-Men est un film américain réalisé par Bryan Singer et sorti en 2000. C'est le premier film de la série X-Men mettant en scène les personnages de la série de comics X-Men de Marvel Comics, créés par le scénariste Stan Lee et le dessinateur Jack Kirby.
Le film reçoit à sa sortie des critiques globalement positives et est un succès commercial mondial. Il marque le début de la série de films X-Men. Il sera suivi de X-Men 2, du même réalisateur, sorti trois ans plus tard.

## Synopsis
Pologne, 1944. Un groupe de prisonniers juifs est conduit vers un camp de concentration nazi où une sinistre sélection met d'un côté un jeune adolescent et de l'autre le restant de sa famille. Comprenant leur funeste destin, le garçon, agissant par instinct, veut rejoindre ses parents mais les gardes ne peuvent l'emmener, son corps étant bloqué par l'attraction magnétique qui le lie aux portes du camp de la mort. Ce n'est qu'une fois assommé que le garçon est emmené alors que ses proches sont exterminés. Soixante ans plus tard, aux États-Unis, un vieil homme quitte en colère une assemblée où le sénateur Robert Kelly prône une loi pour l'identification et l'enfermement des mutants dont l'existence vient d'être révélée au monde. Il est suivi par un homme en fauteuil roulant qui tente de le convaincre de changer d'avis et de laisser une chance aux humains de bien se conduire pour une fois. Erik Lehnsherr, alias Magnéto, survivant des camps de la mort, refuse de courir le risque de finir à nouveau dans un tel endroit et éconduit son ancien ami Charles Xavier.
Dans une chambre ordinaire, une adolescente discute avec son petit ami de leur futur voyage vers l'Alaska. Alors qu'ils s'embrassent, la jeune fille provoque par accident un transfert de force de son petit ami qui sombre dans le coma. Effrayée, elle s'enfuit de chez elle et se retrouve dans une petite ville minière du Canada. Sans ressources et sans but, elle rencontre Logan, un combattant d'une arène locale qui remporte toutes ses victoires facilement sans qu'il ne porte trace des coups violents qu'il reçoit. Le combattant s'attire en fin de compte l'hostilité d'un adversaire qui le soupçonne de tricherie. Logan s'énerve et sort de ses poignets des griffes en métal, avant de trancher le fusil du barman et de quitter les lieux.
Sur la route, Logan se rend compte que la jeune fille s'est introduite dans son camping car. Son premier mouvement est de la jeter dehors, mais il la laisse remonter quand il se rend compte qu'elle n'a aucune chance de survivre dans la forêt canadienne. La jeune fille se présente sous le nom de Malicia, et Logan, sous celui de Wolverine, gravé dans ses plaques métalliques de l'armée américaine. Le duo est alors intercepté par Dents-de-sabre, un homme de grande stature et d'une force surhumaine, qui provoque un accident. Logan est inconscient et Malicia est sur le point d'être capturée quand une tempête de neige se lève, bloquant les gestes de Dents-de-Sabre. Cyclope et Tornade rejoignent la confrontation pour envoyer Dents-de-Sabre au loin, sauvant Malicia du véhicule en feu.
Wolverine se réveille brutalement dans une salle médicale. Il bondit et neutralise les gestes de Jean Grey qui essayait de le soigner avant de s'enfuir. Il se retrouve dans un manoir situé dans le comté de Westchester de l'État de New York où une voix dans sa tête l'informe de sa bienveillance. Il s'aperçoit qu'il se trouve dans une école où les élèves sont tous des mutants. Le Professeur Xavier l'informe que Malicia a choisi de rester pour apprendre à maîtriser ses pouvoirs. Étant un puissant télépathe, il offre à Wolverine un soutien pour percer les nombreux mystères de son passé mais ce dernier, même s'il est séduit par la belle Jean Grey, refuse l'offre. Le Professeur lui indique que si Magnéto s'intéresse à lui comme la venue de Dents-de-Sabre le prouve, il ne pourra pas faire face seul.
Le sénateur Kelly, en tournée d'inspection, est enlevé par Mystique, sous l'apparence d'un de ses gardes du corps, et par le Crapaud qui a pris la place du pilote de l'hélicoptère. Devenu le prisonnier de Magnéto, il est exposé par ce dernier à un étrange rayonnement issu d'une machine alimentée par le pouvoir du mutant avant d'être renvoyé en cellule creusée dans une falaise. Kelly se rend compte que son corps est devenu élastique. Effrayé par ce qu'il vient de lui arriver, il tombe dans l'océan.
Tard dans la nuit, Wolverine fait un cauchemar et Malicia s'approche pour essayer de le réconforter. Paniqué, il poignarde la jeune fille qui use alors de ses pouvoirs pour absorber les capacités de guérison du mutant. Wolverine s'évanouit alors, affaibli par les échanges. Malicia apprend par la suite de son ami Bobby Drake que le Professeur est furieux  et que la majorité des élèves la considère comme dangereuse. Troublée, Malicia fuit les lieux pendant que Mystique, qui a usurpé l'identité de Drake, reprend discrètement sa forme. À son réveil, Wolverine apprend la fugue et se lance à la poursuite de Malicia que Charles localise dans une gare grâce à Cerebro, une machine lui permettant d'étendre son pouvoir. Par la suite, Mystique sabote Cerebro avant de quitter l'institut discrètement.
À la gare, Cyclope et Tornade tentent de retrouver Malicia. Le Crapaud s'empare du viseur de Cyclope qui détruit malgré lui une partie du toit du bâtiment avec ses rafales optiques avant de fermer les yeux, tandis que Dents-de-Sabre capture Tornade. Pendant ce temps, Wolverine retrouve Malicia dans le train quand Magnéto arrive et, grâce à son pouvoir qui lui permet de contrôler le métal, paralyse Logan dont tout le squelette est recouvert d'adamantium qu'on lui a injecté dans son passé. À sa grande surprise, c'est Malicia qui constitue sa véritable cible. Capturant la jeune mutante, Erik Lehnsherr, Dents-de-Sabre et le Crapaud sortent de la gare et se retrouvent encerclés par la police. Le Professeur Xavier, arrivé sur les lieux en compagnie de Jean Grey, prend le contrôle des esprits des disciples de Lehnsherr afin de l'arrêter, mais ce dernier menace de tuer tous les policiers présents en manipulant leurs armes en métal. Le pacifiste, n'ayant plus le choix, cède.
Accostant sur une plage, le sénateur Kelly se présente au manoir du professeur Xavier pour demander de l'aide. L'étude de son corps révèle qu'Erik Lehnsherr en a fait un mutant artificiel. Mais la mutation est instable et Kelly en meurt, incapable d'assurer la cohésion de son corps qui se dissout. Jean Grey, télépathe et télékinésiste, a eu le temps d'accéder à ses souvenirs pour deviner le plan de Magnéto. Ce dernier a construit un dispositif pour irradier les chefs d'État réunis à New York et en faire des mutants. L'appareil draine cependant les forces de Lehnsherr qui survit à peine à l'essai. Il a besoin de Malicia pour qu'elle copie ses pouvoirs et use de la machine à sa place.
Les X-Men ont localisé l'appareil sur Liberty Island, près d'Ellis Island où doit se tenir le sommet international. Le Professeur tente de neutraliser Magnéto avec Cerebro mais l'appareil trafiqué par Mystique le plonge dans le coma. Le groupe auquel Logan se joint s'envole à bord d'un jet pour neutraliser le mutant et ses disciples sur place. Mystique, prenant l'apparence de Wolverine, tente d'éliminer la faction entière mais après un affrontement violent entre elle et le véritable Wolverine, ce dernier la poignarde. Pendant ce temps, le Crapaud donne du fil à retordre aux trois autres jusqu'à ce qu'il finisse électrocuté par la foudre générée par Tornade. Usant du métal en abondance sur la statue de la Liberté, Magnéto emprisonne les X-Men et force Malicia, à qui il a transféré ses pouvoirs, à actionner sa machine.
Wolverine arrive à se dégager de ses liens et à libérer ses camarades. Grâce à Tornade, il s'en prend à Erik Lehnsherr, qui n'a aucun mal à le bloquer. Cyclope profite de la baisse de garde du mutant extrémiste pour lui envoyer un tir de rafale dans le dos. Wolverine parvient avec ses griffes à détruire un composant essentiel de la machine qui échoue à transformer les chefs d'État. Mais Malicia est retrouvée inerte. Il tente de lui transférer à nouveau son pouvoir de guérison mais n'y arrive pas. La pensant morte, il l'enlace en pleurs. Le pouvoir de la jeune fille agit enfin et Malicia s'éveille mais Wolverine perd connaissance.
Mystique, évanouie, a juste la force de se déguiser en policier pour se faire évacuer par les forces de l'ordre. Magnéto est arrêté et enfermé dans une cellule de plastique où il reçoit la visite de son ancien ami, le Professeur X, et d'où il sait qu'il s'évadera bientôt. Malicia se remet, ayant juste perdu une partie de sa chevelure noire qui est devenue blanche sous l'effet de l'usage de la machine. Wolverine se voit informé par le Professeur d'une piste possible vers son passé et quitte l'école après avoir promis à Malicia de revenir la voir, en profitant au passage pour voler la moto de Cyclope.

## Fiche technique
Sauf indication contraire, les informations mentionnées dans cette section peuvent être confirmées par les bases de données cinématographiques IMDb et Allociné,  présentes dans la section « Liens externes ».
- Titre original, français et québécois : X-Men
- Réalisation : Bryan Singer
- Scénario : David Hayter avec la participation non créditée de Christopher McQuarrie[1], d'après une histoire de Bryan Singer et Tom DeSanto, d'après l’œuvre de Stan Lee et Jack Kirby
- Musique : Michael Kamen
- Direction artistique : Paul Denham Austerberry (en), Tamara Deverell (en) et Greg Papalia
- Décors : John Myhre
- Costumes : Louise Mingenbach
- Photographie : Newton Thomas Sigel
- Maquillage d'effet speciaux : Gordon Smith
- Son : Andy Nelson, Anna Behlmer, Dan Adams
- Montage : Steven Rosenblum, Kevin Stitt et John Wright
- Production : Lauren Shuler Donner et Ralph Winter
  - Production déléguée : Avi Arad, Tom DeSanto, Richard Donner et Stan Lee
  - Production associée : Kevin Feige, Matthew Edelman et Scott Nimerfro
  - Coproduction : Joel Simon et Bill Todman Jr.
- Sociétés de production[2] : Bad Hat Harry Productions, Donners' Company, présenté par 20th Century Fox, en association avec Marvel Enterprises
- Société de distribution : 20th Century Fox (États-Unis et Québec) ; UGC Fox Distribution (France) ; Fox-Warner (Suisse romande)
- Budget : 75 millions de $[3]
- Pays de production :  États-Unis
- Langue originale : anglais
- Format[4] : couleur (DeLuxe) - 35 mm - 2,39:1 (Cinémascope) (Panavision) - son DTS | Dolby Digital EX | SDDS
- Genre : action, aventures, science-fiction, fantastique, thriller, super-héros
- Durée : 104 minutes
- Dates de sortie[5] :
  - États-Unis, Québec : 14 juillet 2000[6]
  - Belgique, Suisse romande : 16 août 2000[7],[8]
  - France : 16 août 2000 (sortie nationale) ; 8 septembre 2015 (Festival du cinéma américain de Deauville)
- Classification[9] :
  - États-Unis : accord parental recommandé, film déconseillé aux moins de 13 ans (PG-13 - Parents Strongly Cautioned)[Note 1]
  - France : tous publics (visa d'exploitation no 100134 délivré le 16 août 2000)[10]
  - Belgique : tous publics (Alle Leeftijden)[7]
  - Suisse romande : interdit aux moins de 12 ans[11]
  - Québec : tous publics - déconseillé aux jeunes enfants (G - General Rating)[6]

## Distribution
- Patrick Stewart (VF : Pierre Dourlens, VQ : Jean-Marie Moncelet) : Pr Charles Xavier
- Hugh Jackman (VF : Joël Zaffarano, VQ : Gilbert Lachance) : Logan / Wolverine
- Ian McKellen (VF : Bernard Dhéran, VQ : Claude Préfontaine) : Erik Lehnsherr / Magnéto
- Halle Berry (VF : Géraldine Asselin, VQ : Isabelle Leyrolles) : Ororo Munroe / Tornade
- Famke Janssen (VF : Juliette Degenne, VQ : Geneviève De Rocray) : Jean Grey
- James Marsden (VF : Damien Boisseau, VQ : Yvan Benoît) : Scott Summers / Cyclope
- Anna Paquin (VF : Caroline Victoria, VQ : Sophie Léger) : Marie / Malicia
- Rebecca Romijn (VF : Pascale Jacquemont, VQ : Johanne Garneau) : Raven Darkholme / Mystique
- Ray Park  (VF : Guillaume Orsat, VQ : Daniel Picard) : Mortimer Toynbee / Le Crapaud
- Tyler Mane (VF : Jean-Michel Fête, VQ : Yves Corbeil) : Victor Creed / Dents-de-Sabre
- Bruce Davison (VF : Marcel Guido, VQ : Hubert Gagnon) : le sénateur Robert Kelly (en)
- Shawn Ashmore (VF : Patrick Mancini, VQ : Joël Legendre) : Bobby Drake
- Stan Lee : le vendeur de hot-dogs (caméo)

Sources doublage : VoxoFilm (VF) et doublage.qc.ca (VQ)

## Personnages

### X-Men
- Professeur Xavier : C'est un mutant disposant de pouvoirs psychiques et télépathiques. Il a fondé l'institut qui porte son nom afin d'apprendre aux mutants à contrôler leurs pouvoirs. Pour lui, mutants et non-mutants peuvent coexister pacifiquement.
- Logan / Wolverine : Un mutant solitaire et marginal. Son squelette est recouvert d'adamantium ainsi que ses griffes en os rétractables. Il possède les facultés de guérir presque instantanément de toute blessure, même mortelle. Depuis environ quinze ans, il est à la recherche de son passé qu'il a complètement oublié.
- Scott Summers / Cyclope : Leader des X-Men, il peut tirer des rafales d'énergie par ses yeux. Il peut en régler la puissance mais son pouvoir s'activant dès l'instant où il ouvre les yeux, il doit en permanence porter des lunettes en quartz-rubis, la seule matière qui résiste à ses rayons. Il est fiancé à Jean Grey et ne s'entend pas avec Wolverine.
- Dr Jean Grey : elle dispose de pouvoirs télékinésiques et télépathiques (quoique plus forts que ceux du Professeur X). Elle est aussi médecin et semble développer des sentiments pour Logan.
- Ororo Munroe / Tornade : Cette mutante peut contrôler les éléments climatiques, créer des tornades, et des tempêtes très puissantes.
- Marie / Malicia : Jeune mutante de 17 ans, elle s'est enfuie de chez elle quand son pouvoir s'est manifesté pour la première fois : absorber temporairement par simple contact physique l'énergie vitale de la personne touchée, ainsi que ses pouvoirs (s'il est question d'un mutant) ; le contact fait perdre connaissance à la personne touchée et peut même la tuer si le contact est prolongé.

### Confrérie des mutants
- Erik Lehnsherr / Magnéto : Ancien ami du professeur Xavier et chef de la Confrérie, il pense contrairement à lui que la domination des mutants est inévitable et que les mutants peuvent et doivent prendre le contrôle de la Terre. Il peut contrôler le métal et créer des champs magnétiques, ce qui fait de lui un des mutants les plus puissants qui soient. De plus, il peut échapper au contrôle mental du professeur grâce à un casque spécial, qui empêche Xavier de le contrôler par télépathie.
- Raven Darkholme / Mystique : Cette fidèle de Magnéto, peut changer d'apparence à volonté. Sa véritable forme est celle d'une femme avec des écailles bleues. Elle est très souple et redoutable en combat au corps à corps.
- Victor Creed / Dents-de-Sabre : Comme Wolverine, il dispose d'un puissant pouvoir régénérateur qui lui permet de guérir de blessures mortelles pour tout autre être humain. Il dispose de griffes au bout de chacun de ses doigts, et d'une force supérieure.
- Mortimer Toynbee / Le Crapaud  : L'évolution a doté ce mutant du pouvoir d'effectuer des sauts et des bonds extraordinaires, d'adhérer à toute surface, de cracher une espèce de colle gluante et d'une puissante langue de plus de quatre mètres de long. Il est sarcastique et moqueur.

## Production

### Développement du projet

Logo des comics

À la fin des années 1980, Stan Lee et Chris Claremont entrent en discussion avec James Cameron et Carolco Pictures pour adapter le comic book au cinéma. Mais le projet est abandonné, notamment lorsque Cameron commence à travailler à une adaptation de Spider-Man (qui n'aboutira finalement pas). De plus, Carolco Pictures fait faillite. En décembre 1992, Marvel, qui a récupéré les droits, est en discussion avec Columbia Pictures. Avi Arad produit ensuite la série télévisée d'animation X-Men (X-Men: The Animated Series), diffusée sur Fox Kids. Impressionnés par le succès de la série, 20th Century Fox et Lauren Shuler Donner décident d'acheter les droits en 1994,.
Courant 1994, Andrew Kevin Walker est engagé pour écrire le scénario. Sa première version montre le Professeur Xavier recrutant Wolverine au sein des X-Men, composés de Cyclope, Jean Grey, Iceberg, Le Fauve et Angel. La Confrérie des mauvais mutants, formée par Magnéto, Dents-de-sabre, Crapaud et Le Colosse, tente de conquérir New York. De leur côté,Henry Gyrich (en) et Bolivar Trask attaquent les X-Men avec des Sentinelles. Le script d'Andrew Kevin Walker se focalise cependant sur la rivalité entre Wolverine et Cyclope. Il est par ailleurs révélé que Magnéto est la cause de la catastrophe nucléaire de Tchernobyl. Par ailleurs, le scénario prévoyait le X-Copter et la salle des dangers.
D'autres scripts sont ensuite écrits par John Logan et James Schamus et Joss Whedon. Un script conserve l'idée de Magnéto voulant s'emparer de Manhattan, alors qu'un autre évoque une romance entre Wolverine et Tornade. Le script de Joss Whedon se conclut par la transformation de Jean Grey en Phénix. Cette idée est à l'époque rejetée par le studio la trouvant trop marquée « pop culture », mais servira de fin au film X-Men 2. En 1996, Michael Chabon est engagé par la Fox pour écrire un nouveau scénario. Il introduit alors les personnages de Jubilé et Diablo.
La réalisation du film est proposée à Robert Rodriguez, qui décline l'offre. Après Usual Suspects, Bryan Singer voulait s'orienter vers la science-fiction. La Fox le contacte alors pour réaliser Alien, la résurrection, mais le producteur (et ami de Singer) Tom DeSanto pense que le projet X-Men est plus adapté à son style. Mais Bryan Singer refuse l'offre, n'appréciant pas tellement les comics en général. Après avoir refusé à deux reprises l'offre, il accepte finalement après avoir lu les comics et vu la série télévisée d'animation.
En décembre 1996, Bryan Singer est donc officiellement le réalisateur du film. En avril 1997, Ed Solomon est engagé pour le scénario. Alors qu'un budget (60 millions de dollars) et une date de sortie (Noël 1998) sont fixés, Singer se concentre alors sur un autre projet, Un élève doué, qui sort finalement en octobre 1998. En 1998, Bryan Singer et Tom DeSanto proposent à la Fox une histoire dans laquelle Xavier et Magnéto sont respectivement comparés à Martin Luther King et Malcolm X. Ils font également de Malicia un personnage important car Singer trouve son pouvoir très symbolique. D'autres éléments renvoient à l'histoire des États-Unis comme le Sénateur Kelly traquant les mutants, comme autrefois Joseph McCarthy avec les communistes.
Le scénario est rejeté par la Fox, en raison d'un budget trop élevé. Le Fauve, Diablo, Pyro et la salle des dangers sont alors supprimés de l'histoire pour faire des économies,. Christopher McQuarrie est engagé pour quelques réécritures,. Simultanément, David Hayter est engagé comme scénariste et, selon la Writers Guild of America, est le seul scénariste crédité au générique. Tom DeSanto et Bryan Singer sont seulement crédités comme auteurs de l'histoire de base. McQuarrie refuse d'y apparaître, reconnaissant que le script final est plus l’œuvre de David Hayter.

### Attribution des rôles

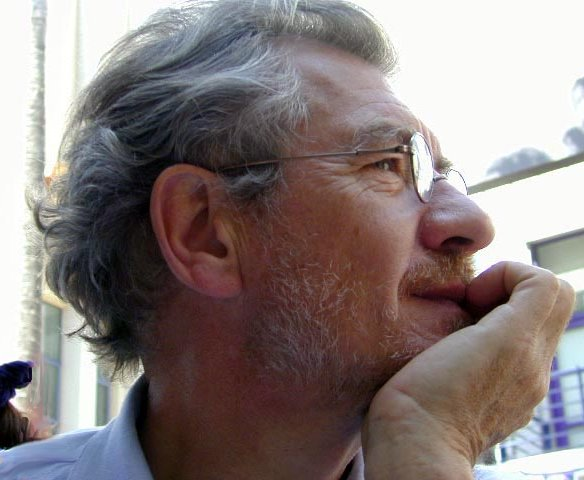
L'acteur britannique Ian McKellen, ici l'année de sortie du film, retrouve le réalisateur Bryan Singer qui l'avait dirigé pour Un élève doué.

Le premier choix de Bryan Singer pour le rôle de Wolverine était Russell Crowe, mais le salaire que demandait l'acteur était trop élevé. Dougray Scott est alors choisi mais doit finalement refuser pour tourner Mission impossible 2. C'est donc là que le choix final, trois semaines avant le début du tournage, s'est porté sur Hugh Jackman qui était quasi inconnu avant ce rôle qui le rendit célèbre. Aaron Eckhart et Keanu Reeves étaient aussi intéressés par le rôle.
Pour le rôle de Tornade, les premières actrices sollicitées étaient Angela Bassett et Jada Pinkett Smith, avant que Halle Berry ne soit finalement choisie. Sarah Michelle Gellar auditionna pour le rôle de Malicia mais ce fut Anna Paquin qui fut choisie, l'actrice abandonnant pour cela le rôle principal dans Tart. Jim Caviezel fut initialement choisi pour le rôle de Cyclope mais dut décliner l'offre car il était engagé sur Fréquence interdite et le rôle fut alors attribué à James Marsden.
Concernant le reste des personnages, Jeri Ryan fut envisagée pour Mystique, le catcheur Kevin Nash pour Dents-de-Sabre, et Terence Stamp pour Magneto mais d'autres acteurs furent choisis pour ces rôles, dont Ian McKellen qui avait déjà tourné avec Bryan Singer pour Un élève doué.

### Tournage
Le tournage a lieu entre le 22 septembre 1999 et le 3 mars 2000, à Toronto et Hamilton dans la province d'Ontario au Canada,.

## Bande originale
Albums de Michael Kamen
Fréquence interdite
(2000) Frères d'armes
(2001)
Bandes originales de X-Men
X-Men 2
(2003)
Bryan Singer voulait à l'origine John Williams pour composer la bande originale mais il est engagé sur Il faut sauver le soldat Ryan. John Ottman est ensuite envisagé, avant que Michael Kamen ne soit finalement engagé. Fidèle collaborateur de Bryan Singer, John Ottman composera la musique et se chargera du montage de la suite, X-Men 2.
Toute la musique est composée par Michael Kamen et interprétée par le L.A. Allstar Orchestra.
| Liste des titres | Liste des titres      | Liste des titres | Liste des titres | Liste des titres | Liste des titres | Liste des titres | Liste des titres | Liste des titres | Liste des titres |
| No               | Titre                 | Durée            |                  |                  |                  |                  |                  |                  |                  |
| ---------------- | --------------------- | ---------------- | ---------------- | ---------------- | ---------------- | ---------------- | ---------------- | ---------------- | ---------------- |
| 1.               | Death Camp            | 3:05             |                  |                  |                  |                  |                  |                  |                  |
| 2.               | Ambush                | 3:26             |                  |                  |                  |                  |                  |                  |                  |
| 3.               | Mutant School         | 3:48             |                  |                  |                  |                  |                  |                  |                  |
| 4.               | Magneto's Lair        | 5:01             |                  |                  |                  |                  |                  |                  |                  |
| 5.               | Cerebro               | 2:13             |                  |                  |                  |                  |                  |                  |                  |
| 6.               | Train                 | 2:35             |                  |                  |                  |                  |                  |                  |                  |
| 7.               | Magneto Stand Off     | 3:01             |                  |                  |                  |                  |                  |                  |                  |
| 8.               | The X-Jet             | 3:47             |                  |                  |                  |                  |                  |                  |                  |
| 9.               | Museum Fight          | 2:21             |                  |                  |                  |                  |                  |                  |                  |
| 10.              | The Statue of Liberty | 2:38             |                  |                  |                  |                  |                  |                  |                  |
| 11.              | Final Showdown        | 2:31             |                  |                  |                  |                  |                  |                  |                  |
| 12.              | Logan and Rogue       | 5:57             |                  |                  |                  |                  |                  |                  |                  |
| 40:23            |                       |                  |                  |                  |                  |                  |                  |                  |                  |

## Sortie et accueil

### Accueil critique
Le film a été bien accueilli par la critique, recueillant 81 % de critiques favorables, avec un score moyen de 7⁄10 et sur la base de 172 critiques collectées, sur le site Rotten Tomatoes. Sur le site Metacritic, il obtient un score de 64⁄100, sur la base de 33 critiques collectées.
En France, le site Allociné propose une note moyenne de 3,5⁄5 à partir de l'interprétation de critiques provenant de 20 titres de presse. David Martinez, du magazine Impact, estime qu'il s'agit du « meilleur blockbuster de l'année » qui doit sa réussite « aux talents de conteur de Bryan Singer » ; pour Éric Leguèbe, du Parisien, le film « avec des images époustouflantes qui repoussent toujours plus loin les frontières du virtuel, laisse le spectateur pantois » ; Olivier Père, des Inrockuptibles, évoque une réalisation qui « tient la route cinématographiquement, grâce à un esprit de sérieux et une mise en image correcte » ; Édouard Waintrop, de Libération, des « effets spéciaux magiques pour combat antiraciste » ; et pour Claire Tendre, de L'Écran fantastique, le film est « tourné uniquement pour le plaisir des spectateurs, ce qui est à la fois une qualité et une preuve de lucidité ».
Plus mitigés, Vincent Ostria, de L'Humanité, estime que « ce spectacle pour ados est certes émaillé de clichés, mais la poésie se glisse par les interstices » ; et Michel Cieutat, de Positif, que c'est « un très beau film, dont malheureusement le scénario n'est pas à la hauteur de la facture ». Du côté des critiques négatives, Jean-Sébastien Chauvin, des Cahiers du cinéma, écrit qu'« entre la noirceur de Magneto et l'optimisme humaniste du Professeur Xavier, le film ne choisit pas, reste dans l'entre-deux (visuel, politique). D'où le sentiment d'assister à une allégorie molle sur l'affrontement du bien contre le mal » ; et pour Thomas Sotinel, du Monde, Singer « se laisse écraser sous le poids des effets spéciaux et d'une narration didactique ».

### Box-office
Le film a connu un important succès commercial, rapportant 296 339 527 $ au box-office mondial, dont 157 299 717 $ aux États-Unis et au Canada. Ces recettes le classent au 9e rang des films ayant le plus rapportés au box-office en 2000. Il a réalisé 1 932 376 entrées en France, 315 219 en Belgique, et 148 828 en Suisse. Voici un tableau résumant les principaux résultats enregistrés au box-office par le film :
| Pays              | Box-office    | Pays      | Box-office  | Pays             | Box-office  |
| ----------------- | ------------- | --------- | ----------- | ---------------- | ----------- |
| États-Unis Canada | 157 299 717 $ | Italie    | 4 188 346 $ | Porto Rico       | 1 411 399 $ |
| Royaume-Uni       | 22 186 479 $  | Argentine | 3 009 291 $ | Philippines      | 1 250 864 $ |
| Japon             | 16 916 071 $  | Taïwan    | 2 122 849 $ | Suisse           | 1 200 705 $ |
| Allemagne         | 12 250 936 $  | Pays-Bas  | 2 025 466 $ | Nouvelle-Zélande | 1 168 051 $ |
| Mexique           | 10 766 863 $  | Thaïlande | 1 730 942 $ | Russie           | 1 124 819 $ |
| France            | 9 426 024 $   | Suède     | 1 633 708 $ | Autriche         | 1 099 292 $ |
| Australie         | 6 481 541 $   | Hong Kong | 1 586 239 $ | Danemark         | 1 078 908 $ |
| Espagne           | 6 427 028 $   | Belgique  | 1 498 399 $ | Israël           | 1 066 361 $ |
| Brésil            | 6 071 833 $   | Venezuela | 1 462 078 $ | Afrique du Sud   | 1 016 710 $ |
| Corée du Sud      | 5 100 836 $   | Singapour | 1 422 867 $ | Colombie         | 1 004 729 $ |

### Éditions vidéo
Aux États-Unis, X-Men sort en VHS et DVD en novembre 2000. Le film rapporte alors 60 millions de dollars en comptant les ventes et la location,.
En février 2003, une nouvelle édition 2 DVD du film est éditée, peu de temps avant la sortie de X-Men 2. Intitulée X-Men 1.5, elle contient la version cinéma du film ainsi que la possibilité d'y inclure des scènes coupées, ainsi que de nombreux bonus inédits,. X-Men 1.5 est édité en France en novembre 2003.
X-Men est édité en Blu-ray en avril 2009, avec les bonus de l'édition DVD X-Men 1.5. Le film est ensuite inclus en 4K dans le coffret Blu-ray Ultra HD X-Men: 3-Film Collection, commercialisé en septembre 2018.

## Distinctions
Entre 2000 et 2012, X-Men a été sélectionné 40 fois dans diverses catégories et a remporté 13 récompenses,.

### Récompenses
| Année | Festivals de cinéma                                                            | Prix                                                               | Lauréat(es)           |
| ----- | ------------------------------------------------------------------------------ | ------------------------------------------------------------------ | --------------------- |
| 2000  | Communauté du circuit des récompenses (Awards Circuit Community Awards (ACCA)) | ACCA des meilleurs effets visuels                                  | -                     |
| 2000  | Prix Bogey (Bogey Awards)                                                      | Prix Bogey du film                                                 | -                     |
| 2001  | Académie des films de science-fiction, fantastique et d'horreur - Prix Saturn  | Saturn Award du meilleur film de science-fiction                   | -                     |
| 2001  | Académie des films de science-fiction, fantastique et d'horreur - Prix Saturn  | Saturn Award du meilleur acteur                                    | Hugh Jackman          |
| 2001  | Académie des films de science-fiction, fantastique et d'horreur - Prix Saturn  | Saturn Award de la meilleure actrice dans un second rôle           | Rebecca Romijn        |
| 2001  | Académie des films de science-fiction, fantastique et d'horreur - Prix Saturn  | Saturn Award de la meilleure réalisation                           | Bryan Singer          |
| 2001  | Académie des films de science-fiction, fantastique et d'horreur - Prix Saturn  | Saturn Award du meilleur scénario                                  | David Hayter          |
| 2001  | Académie des films de science-fiction, fantastique et d'horreur - Prix Saturn  | Saturn Award des meilleurs costumes                                | Louise Mingenbach     |
| 2001  | Prix BMI du cinéma et de la télévision                                         | Prix BMI de la meilleure musique de film                           | Michael Kamen         |
| 2001  | Prix du divertissement à succès                                                | Meilleure actrice dans un second rôle dans un film science-fiction | Rebecca Romijn        |
| 2001  | Prix du divertissement à succès                                                | Meilleur acteur dans un second rôle dans un film science-fiction   | James Marsden         |
| 2001  | Prix Empire                                                                    | Prix Empire du meilleur réalisateur                                | Bryan Singer          |
| 2001  | Guilde des publicistes d'Amérique (Publicists Guild of America)                | Prix Maxwell Weinberg                                              | Twentieth Century Fox |

### Nominations
| Année | Festivals de cinéma                                                                       | Catégorie                                                                    | Nommé(es) |
| ----- | ----------------------------------------------------------------------------------------- | ---------------------------------------------------------------------------- | --- |
| 2000  | Communauté du circuit des récompenses (Awards Circuit Community Awards (ACCA))            | Meilleur maquillage                                                          | - |
| 2000  | The Stinkers Bad Movie Awards                                                             | Faux accent le plus ennuyeux                                                 | Anna Paquin |
| 2000  | Société des critiques de films de Las Vegas                                               | Meilleurs effets visuels                                                     | Michael L. Fink, Michael J. McAlister, David Prescott et Theresa Ellis Rygiel                                                                                |
| 2001  | Académie des films de science-fiction, fantastique et d'horreur - Prix Saturn             | Meilleur acteur dans un second rôle                                          | Patrick Stewart |
| 2001  | Académie des films de science-fiction, fantastique et d'horreur - Prix Saturn             | Meilleure jeune actrice                                                      | Anna Paquin |
| 2001  | Académie des films de science-fiction, fantastique et d'horreur - Prix Saturn             | Meilleur maquillage                                                          | Gordon J. Smith et Ann Brodie |
| 2001  | Académie des films de science-fiction, fantastique et d'horreur - Prix Saturn             | Meilleurs effets visuels                                                     | Michael L. Fink, Michael J. McAlister, David Prescott et Theresa Ellis Rygiel                                                                                |
| 2001  | Association du cinéma et de la télévision en ligne (Online Film & Television Association) | Meilleurs maquillages et coiffures                                           | Ann Brodie, Jay McClennen, Ann McLaren, Jennifer Bower O'Halloran, Gordon J. Smith et Sandra Wheatle                                                         |
| 2001  | Éditeurs de sons de films                                                                 | Meilleur montage sonore - Effets sonores et bruitages, long métrage national | John A. Larsen, John Morris, Steve Boeddeker, Craig Berkey, Richard Burton, David C. Hughes, Ethan Van der Ryn, Jay Wilkinson, Beau Borders et Andy Kopetzky |
| 2001  | Guilde des créateurs de costumes                                                          | Meilleurs costumes contemporain                                              | Louise Mingenbach |
| 2001  | MTV Movie Awards                                                                          | Meilleur film                                                                | - |
| 2001  | MTV Movie Awards                                                                          | Meilleure équipe à l'écran                                                   | Halle Berry, Hugh Jackman, James Marsden et Anna Paquin |
| 2001  | MTV Movie Awards                                                                          | Meilleure révélation masculine de l'année                                    | Hugh Jackman |
| 2001  | Prix du choix des enfants                                                                 | Actrice de cinéma préférée                                                   | Halle Berry |
| 2001  | Prix du divertissement à succès                                                           | Meilleure actrice dans un film de science-fiction                            | Anna Paquin |
| 2001  | Prix du divertissement à succès                                                           | Meilleur acteur dans un film de science-fiction                              | Patrick Stewart |
| 2001  | Prix du divertissement à succès                                                           | Meilleur méchant (Internet uniquement)                                       | Ian McKellen |
| 2001  | Prix du divertissement à succès                                                           | Meilleure actrice dans un second rôle dans un film science-fiction           | Famke Janssen |
| 2001  | Prix du divertissement à succès                                                           | Meilleure révélation masculine                                               | Hugh Jackman |
| 2001  | Prix Hugo                                                                                 | Prix Hugo de la meilleure présentation dramatique                            | Bryan Singer, David Hayter et Tom DeSanto |
| 2001  | Société des critiques de films de Phoenix                                                 | Meilleur maquillage                                                          | Gordon J. Smith |
| 2001  | Société du film politique (Political Film Society)                                        | Nommé au prix PFS des Droits Humains                                         | - |
| 2001  | Société du film politique (Political Film Society)                                        | Nommé au prix PFS de la Paix                                                 | - |
| 2001  | Taurus - Prix mondiaux des cascades                                                       | Meilleure cascade de spécialité                                              | Steven McMichael. |
| 2002  | Écrivains de science-fiction et de fantaisie d'Amérique                                   | Meilleur scénario                                                            | Tom DeSanto, Bryan Singer et David Hayter |
| 2004  | Académie des films de science-fiction, fantastique et d'horreur - Prix Saturn             | Meilleure collection de DVD                                                  | "X Men Collection" |
| 2012  | Festival du Film Jules Verne                                                              | Meilleur film d'aventure ou de science-fiction                               | - |

## Traduction
La traduction québécoise du film comporte une particularité. Au moment où Wolverine critique les habits de cuir noir portés par les X-Men, Cyclope lui rétorque : « Well, what would you prefer ? Yellow spandex? » (qui pourrait se traduire par : « Qu'aurais-tu préféré ? Des collants jaunes ? »). Ceci est une référence directe au costume de Wolverine dans les comics. La traduction québécoise fait dire à Cyclope : « Qu'aurais-tu préféré ? Une salopette rose ? », ce qui ne fait aucune référence aux comics.
Cette particularité a été modifiée dans l'édition française du film, où Cyclope réplique : « Et qu'est ce que tu préfères ? Une combinaison jaune ? ».